# Weta Workshop

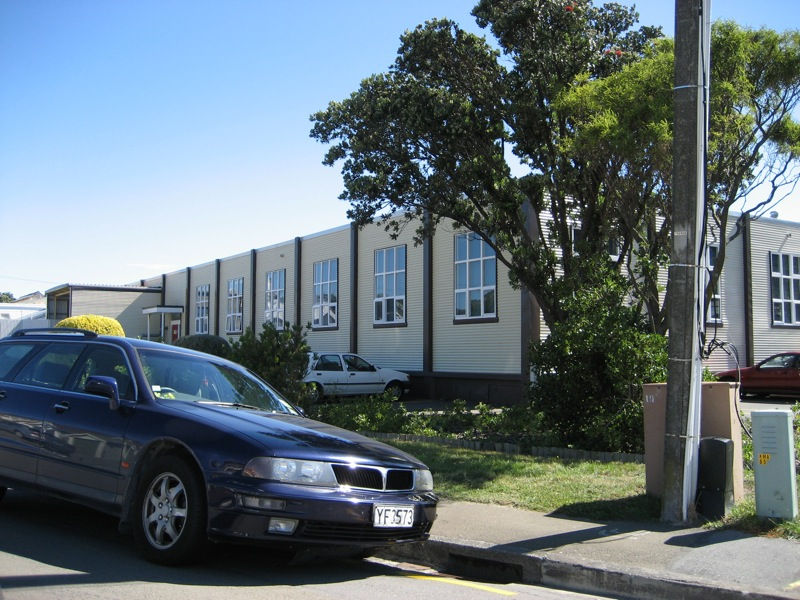
Gebäude von Weta Workshop (2007)

Weta Workshop (eigene Schreibweise Wētā Workshop) ist ein 1987 als RT Effects gegründetes neuseeländisches Unternehmen für Spezialeffekte mit Sitz in Wellington, das Dienstleistungen für Filmprojekte wie Design-Entwürfe, Makeup-Effekte, Requisiten, Kreaturen, Puppen, Miniaturen, Modelle und Großskulpturen anbietet und auch Merchandising-Artikel produziert. Zusammen mit Weta Digital bildet es Weta, das Richard Taylor, Tania Rodgers, Jamie Selkirk und Peter Jackson gehört. Weta Workshop ist im Stadtteil Miramar angesiedelt, in großer Nähe zu weiteren Unternehmen der Filmproduktion wie Three Foot Six und den Stone Street Studios. Die Abteilung für Miniaturen befindet sich in Rongotai. Mit 65.000 Quadratmetern, auf denen die meisten Abteilungen vereinigt sind, soll es sich um das größte Unternehmen dieser Art weltweit handeln.
Benannt ist das Unternehmen nach der Heuschrecke Weta.

## Geschichte

### Beginn und Entwicklung
Weta Workshop wurde 1987 von Taylor und Rogers als RT Effects gegründet. Anfangs arbeiteten sie in ihrer Wohnung und stellten physische Effekte für Filme her. 1990 arbeiteten Rogers und Taylor erstmals mit Jackson zusammen: Sie fertigten die Puppen für dessen Film Meet the Feebles an. Als 1993/94 Heavenly Creatures gedreht und produziert wurde, stiegen Jackson und Selkirk in das Unternehmen ein. Zu diesem Zeitpunkt benannten sie RT Effects zu Weta um. Das Unternehmen wurde in der Folge in Weta Workshop, in dem Richard Taylor weiterhin führend blieb, und Weta Digital, zuständig für digitale Effekte, aufgespalten. Ebenfalls zu dieser Zeit wurde ein ganzer Block mit einer alten Pharma- und einer alten Eisfabrik gekauft und bezogen. Die Pharmafabrik wurde zu den Camperdown Studios, dem Hauptquartier von Weta, umfunktioniert.

### Herr der Ringe
Bei den Herr-der-Ringe-Filmen war Weta Workshop für die Prothesen, Waffen, Rüstungen, Kreaturen und große Miniaturen, die abgefilmt wurden, verantwortlich. Damit verantwortete das Unternehmen einen Großteil der physischen Objekte, die für die Dreharbeiten benötigt wurden. Weta Workshop leistete dabei umfangreiche Vorarbeiten, die es Jackson ermöglichten, beim Pitch seines Projekts New Line Cinema bereits Teile der Ausstattung zu präsentieren. Bei den Arbeiten waren Alan Lee und John Howe, die als bedeutendste Tolkien-Illustratoren galten, als Berater tätig. Die fiktive Geschichte wurde während der Arbeiten als historisch behandelt: So studierten die Mitarbeiter die Entwicklung von Waffen und Kleidung verschiedener realer Völker, um solche Entwicklungen auch in ihren Arbeiten zu berücksichtigen. Ein Beispiel sind etwa die Helme der Elben-Rüstungen, die zwischen der Eröffnungssequenz und der Schlacht bei Helms Klamm – und in den damit verbundenen 3000 Jahren Unterschied in der Erzählung – deutlich verändert wurden. Die Arbeiter von Weta Workshop entwickelten für jede Rasse und Kreatur Mittelerdes spezifische Designs. Bei der Umsetzung der Designs wurde auf Schmiede und andere Handwerker und Künstler zurückgegriffen. Die meisten Objekte wurden dabei realitätsnah gefertigt; nur für einige Rüstungen und Waffen wurde auf leichtere und ungefährlichere Materialien zurückgegriffen. Bei der Entwicklung von Kreaturen wie den Geschöpfen, auf denen die Nazgûl fliegen, wurde zudem auf die Korrektheit der Anatomie und Physik unter realen Bedingungen geachtet, so dass die Proportion der Flügel zum Körper stimmt. Der Aufwand, der für die Herr-der-Ringe-Filme bezüglich der Ausstattung betrieben wurde, war insgesamt außergewöhnlich hoch und ist für den Zuschauer meist nicht auf Anhieb nachvollziehbar gewesen.
Die meisten Aktivitäten von Weta Workshop fanden im ursprünglichen Firmengebäude statt, jedoch wurde für die Herr-der-Ringe-Filme ein altes Lager in der Nähe angemietet, um die Miniatur-Abteilung dort unterzubringen. Weta Workshop war auch an der Entwicklung des Merchandising beteiligt. Sideshow Collectibles hatte 2000 Interesse an der Produktion von Sammelobjekten bekundet, während Taylor sich bereits an New Line Cinema gewandt hatte, weil er diese Objekte von Weta Workshop entwerfen lassen wollte. Es kam zu einer Vereinbarung, dass Weta Designer und Bildhauer die Prototypen erstellten und Sideshow dann die Objekte vertrieb. Diese Vereinbarung lief 2005 aus.

### Weitere Entwicklung
Das Unternehmen war nach dem „Herr der Ringe“ unter anderem an der Produktion von King Kong beteiligt. Es verantwortete auch das entsprechende Merchandise. Weitere Merchandising-Projekte waren Die Chroniken von Narnia, Superman Returns, Die Muppets und Hellgate: London. 2004 erwarb Weta Workshop die Eisfabrik, die zur Finanzierung der Stone Street Studios verkauft worden war, erneut. Sie wurde in ein Studio für Echtzeit-Motion-Capture-Aufnahmen umgebaut, wo die Kinderserie Jane and the Dragon produziert wurde. Neben Arbeiten für internationale Produktionen nahmen aber auch lokale Produktionen Weta Workshop in Anspruch. Ein Beispiel ist etwa der Film Black Sheep, der eine neuseeländisch-koreanische Koproduktion war. Außerdem unterstützt Weta Workshop lokale Filmschaffende mit der Erstellung von Illustrationen Pitch-Materialien.

## Projekte (Auswahl)
| - 1990: Meet the Feebles - 1991: Braindead - 1994: Heavenly Creatures - 1994: Once Were Warriors - 1994: Der Überflieger - 1996: The Frighteners - 1997: Contact - 1997: Die Dämonen des Mörders (The Ugly) - 1998: Heaven - 2001: Der Herr der Ringe: Die Gefährten - 2002: Der Herr der Ringe: Die zwei Türme - 2003: Der Herr der Ringe: Die Rückkehr des Königs - 2003: Last Samurai - 2003: Master & Commander – Bis ans Ende der Welt - 2003: Peter Pan - 2003: Perfect Strangers - 2004: Hellboy - 2004: Van Helsing - 2004: I, Robot - 2005: Königreich der Himmel - 2005: Die Legende des Zorro - 2005: King Kong - 2005: Die Chroniken von Narnia: Der König von Narnia - 2006: Black Sheep - 2006: Eragon – Das Vermächtnis der Drachenreiter - 2006: Waterhorse - 2007: Dambuster - 2007: Brücke nach Terabithia - 2008: Die Chroniken von Narnia: Prinz Kaspian von Narnia - 2009: District 9 - 2009: Avatar – Aufbruch nach Pandora - 2011: Die Abenteuer von Tim und Struppi - 2012: Der Hobbit: Eine unerwartete Reise - 2013: Der Hobbit: Smaugs Einöde - 2014: Der Hobbit: Die Schlacht der Fünf Heere - 2015: Krampus - 2016: Warcraft: The Beginning - 2017: Ghost in the Shell - 2017: Power Rangers - 2017: Thor Ragnarok - 2017: Blade Runner - 2019: I Am Mother - 2019: Die wandernde Erde - 2019: Alita: Battle Angel - 2019: Men in Black: International - 2019: Jumanji: The Next Level - 2020: Bloodshot - 2020: Mulan - 2021: Mortal Kombat - 2021: Dune - 2022: X - 2022: Thor: Love and Thunder - 2022: Black Panther: Wakanda Forever - 2022: Avatar: The Way of Water - 2022: M3GAN - 2023: Cocaine Bear - 2023: Die wandernde Erde II - 2023: The Creator - 2024: Dune: Part Two - 2024: Alien: Romulus - 2025: A Minecraft Movie - 2025: Tron: Ares - 2025: Mortal Kombat 2 - 2025: Avatar: Fire and Ash | - 1987–1988: Public Eye (Show) - 1989: Shake N Vac (Werbespot) - 1989: Sanitarium Peanut Butter (Werbespot) - 1990: Ray Bradbury Theatre (Serie) - 1990: General Motors (Werbespot) - 1991: Boy From Andromeda (Show) - 1991: New Zealand Lotto (Show) - 1991: Devondale Milk (Werbespot) - 1991: Masport Lawnmowers (Werbespot) - 1992: Fisher & Paykel (Werbespot) - 1992: Hudson’s Biscuits (Werbespot) - 1993: Polycell (Werbespot) - 1993: Tommyknockers – Das Monstrum - 1994: Mrs. Piggle Wiggle (Show) - 1995: Forgotten Silver - 1995–1999: Hercules (Serie) - 1995–2001: Xena – Die Kriegerprinzessin (Serie) - 1997: Tidal Wave - 1998: Young Hercules and Amazon High (Serie) - 2005: Jane & the Dragon (Serie) - 2022: Der Herr der Ringe: Die Ringe der Macht - 1990: Ninja Turtles – Ninja Turtle Kostüme - 1990: Frank Kitts Children’s Park – Großskulpturen - 1991: DB Export Gold – Set von Maskottchen - 1996: Douglas Wright Dance Company – verschiedene Kostüme - 2004: Rocky Horror Picture Show – überlebensgroße Statue des Erfinders - 2004: Chelsea Flower Show – Nachbildung einer historischen neuseeländischen Landschaft |

## Auszeichnungen

### Academy Awards (Oscars)
- 2002: Der Herr der Ringe: Die Gefährten
- 2003: Der Herr der Ringe: Die zwei Türme
- 2004: Der Herr der Ringe: Die Rückkehr des Königs
- 2006: King Kong

### British Academy of Film and Television Arts Awards (BAFTA Award)
- 2002: Der Herr der Ringe: Die Gefährten
- 2003: Der Herr der Ringe: Die zwei Türme
- 2004: Der Herr der Ringe: Die Rückkehr des Königs (Nominierung)
- 2006: King Kong